# كين وليامز (لاعب كرة قاعدة)
كين وليامز (بالإنجليزية: Ken Williams) هو لاعب كرة قاعدة أمريكي، ولد في 28 يونيو 1890 في غرانتس باس في الولايات المتحدة، وتوفي بنفس المكان في 22 يناير 1959.

## وصلات خارجية
- كين وليامز على موقعبيزبول رفرنس.كوم (الدوري الرئيسي) (الإنجليزية)
- كين وليامز على موقعبيزبول رفرنس.كوم (الدوري الثانوي) (الإنجليزية)
- كين وليامز على موقع مشجعي الرسوم البيانية (الإنجليزية)